# Table de concertation étudiante du Québec
La Table de concertation étudiante du Québec (TaCEQ) est une fédération d'associations étudiantes universitaires québécoises créée au printemps de 2009. En mars 2014, à la suite du départ consécutif de plusieurs de ses associations membres, la TaCEQ tombe dans un processus de dissolution.

## Anciens membres et mort de l'organisation
Le 23 avril 2012, lors du conflit étudiant ayant bouleversé le paysage politique à l'époque, la TaCEQ regroupait environ 60 000 étudiants regroupés en quatre associations membres. 
En janvier 2014, le Regroupement des étudiants en maîtrise et doctorat de l'Université de Sherbrooke (REMDUS) conclut un référendum et vote à 70 % son départ de la TaCEQ. Le 21 février 2014, dénonçant la tension entre les associations membres, notamment le veto technique détenu par les deux associations de l'Université Laval qui était souvent utilisé pour inférioriser les enjeux ne les touchant pas directement, le vice-secrétaire-général Guillaume Fortin démissionne. Le 10 mars 2014, l'Association des étudiantes et étudiants de Laval inscrits aux études supérieures (AELIÉS) vote aussi sa désaffiliation lors d'une assemblée générale extraordinaire, 89 % des membres participants ayant exprimé cette volonté lors d'un vote secret. Le 21 mars 2014, finalement, l'Association étudiante de l'Université McGill (AÉUM/SSMU) vote à 81 % de quitter la table de concertation, à la suite d'un référendum annexé à l'élection associative annuelle. Il est à noter que cette précédente désaffiliation enclenche automatiquement un processus de désaffiliation de la part de la Confédération des associations d'étudiantes et d'étudiants de l'Université Laval (CADEUL) : se retrouvant seule membre de la TaCEQ, le caucus confédératif des associations départementales et facultaires avait auparavant voté sa sortie de la TaCEQ ainsi que sa dissolution advenant le départ de l'AÉUM/SSMU.
Entre le 23 mars 2014 et le 1er mars 2019 la TaCEQ comptait 28 000 membres, tous étudiants fédérés au sein de la CADEUL. Depuis le 1er mars 2019, la TaCEQ ne compte plus aucun membre et ne représente officiellement plus personne. Par contre, elle continue à exister en tant qu'organisation officiellement inscrite au Registre des entreprises du Québec. 
Compte tenu qu'il n'y a plus aucun employé ou élu à la TaCEQ il est désormais peu probable qu'elle puisse intervenir en Cour Supérieure en lien avec certains échos de la grève étudiante de 2012.

## Particularités

### Cotisation
La table de concertation n'exige aucune cotisation spécifique des étudiants de ses associations membres aux fins de son financement, contrairement aux deux autres grandes centrales syndicales étudiantes de niveau universitaire du Québec, la Fédération étudiante universitaire du Québec (FEUQ) et l'Association pour une solidarité syndicale étudiante (ASSÉ).

## Structure

### Secrétaire général
|           |                           |
| Année     | Nom                       |
| 2013-2014 | Paul-Antoine Cardin       |
| 2012-2013 | Paul-Émile Auger          |
| 2011-2012 | Simon Gosselin            |
| 2010-2011 | Joel Pedneault            |
| 2010      | Philippe Verreault-Julien |
| 2009-2010 | Olivier Jégou             |

#### Autres associations étudiantes nationales au Québec
- Association pour une solidarité syndicale étudiante
- Fédération étudiante collégiale du Québec
- Fédération étudiante universitaire du Québec